# Château de Barberà
Pour les articles homonymes, voir Barberà.
Le château de Barberà est une ancienne forteresse templière, située à Barberà de la Conca (Tarragone, Catalogne), en Espagne.

## Description
La chapelle possédait un chevet plat percé de trois baies étroites.

## Histoire
Cette forteresse a été donnée à l'ordre du Temple en 1132 par le comte d'Urgell, dans le cadre de la Reconquista.

## État de conservation

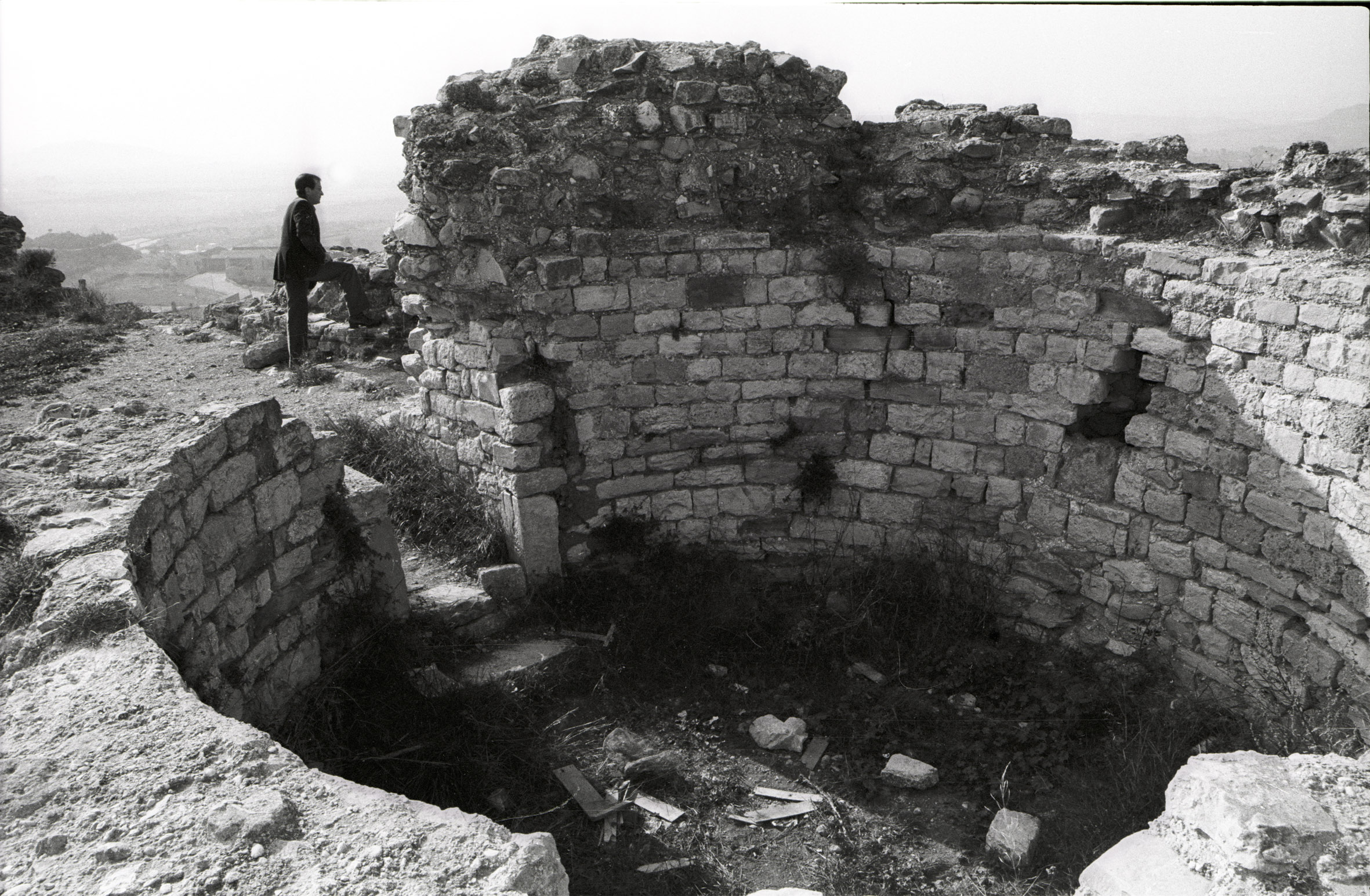
José Agustín Goytisolo au château de Barberà, en 1984. Le poète eut un rôle important dans la restauration du monument.